# Robyn Douglass
Robyn Douglass (Sendai, 21 juni 1953) is een Amerikaanse actrice en model.

## Filmografie
- Freeze Frame (1990) – Victoria Case
- Houston Knights (1987) – luitenant Jeanne Beaumont
- The New Mike Hammer (1986) – dokter Bosnowski
- Stingray (1986) – Daphne Delgado
- Lady Blue (1986) – Sylvie Swenson
- Stingray (1985) – Daphne Delgado
- Her Life as a Man (1984) – Carly Perkins
- The Lonely Guy (1984) – Danielle
- More Than Murder (1984) – Eve Warwick
- Romantic Comedy (1983) – Kate
- Partners (1982) – Jill
- Golden Gate (1981) – Candy Martin
- Trapper John, M.D. (1981) – Sheila
- Conquest of the Earth (1981) – Jamie Hamilton
- Galactica 1980 (1980) – Jamie Hamilton
- Tenspeed and Brown Shoe (1980) – Martha Gribb
- Breaking Away (1979) – Katherine
- The Girls in the Office (1979) – Karen Heineman
- The Clone Master (1978) – Gussie

- Biblioteca Nacional de España: XX1735884
- International Standard Name Identifier: 0000 0001 1771 6628
- Library of Congress Control Number: no97043361
- Virtual International Authority File: 78384151
- WorldCat: E39PBJyrTMW9QCxkmmD4PTPhHC